# Mniobia animosa
Mniobia animosa är en hjuldjursart som beskrevs av Colin Milne 1916. Mniobia animosa ingår i släktet Mniobia och familjen Philodinidae. Inga underarter finns listade i Catalogue of Life.